# Лаинес Лейва, Диего
Дие́го Лаи́нес Ле́йва (исп. Diego Lainez Leyva; род. 9 июня 2000, Вильяэрмоса) — мексиканский футболист, нападающий клуба «УАНЛ Тигрес» и сборной Мексики. Бронзовый призёр Олимпийских игр 2020 года.
Старший брат Диего — Мауро, также профессиональный футболист.

## Клубная карьера
Лаинес — воспитанник столичной «Америки». 2 марта 2017 года в поединке Кубка Мексики против «Сантос Лагуна» Диего дебютировал за основной состав в возрасте 16 лет, заменив во втором тайме Герсона Торреса. 5 марта в матче против «Леона» он дебютировал в мексиканской Примере, заменив во втором тайме Хосе Герреро. 5 августа 2018 года в поединке против «Пачуки» Диего сделал «дубль», забив свои первые голы за «Америку».
В начале 2019 года Лаинес перешёл в испанский «Бетис», подписав контракт на 5 лет. Сумма трансфера составила 14 млн евро. 20 января в матче против «Жироны» он дебютировал в Ла Лиге. 14 февраля в поединке Лиги Европы Диего против французского «Ренна» Диего забил свой первый гол за «Бетис».
29 июля 2022 года Лаинес перешёл на правах аренды в португальскую «Брагу» с опцией выкупа за 7 млн евро. 30 января 2023 года его аренда в «Браге» была досрочно прекращена.
30 января 2023 года Лаинес вернулся в Мексику, отправившись в однолетнюю аренду в «УАНЛ Тигрес». 26 июля «Тигрес» выкупил Лаинеса у «Бетиса» согласно опции.

## Международная карьера
В 2017 году в составе юношеской сборной Мексики Лаинес принял участие в юношеском чемпионате мира в Индии. На турнире он сыграл в матчах против команд Ирака, Англии, Чили и Ирана. В поединке против англичан Диего сделал «дубль».
8 сентября 2018 года в товарищеском матче против сборной Уругвая Лаинес дебютировал за сборную Мексики, заменив во втором тайме Элиаса Эрнандеса.
В 2018 году в составе молодёжной сборной Мексики Лаинес принял участие в молодёжном чемпионате КОНКАКАФ. На турнире он сыграл в матчах против команд Никарагуа, Сен-Мартена, Ямайки, Гренады, Панамы, Сальвадора и США. Попал в символическую сборную турнира.
В том же году Лаинес принял участие в молодёжном чемпионате мира в Польше. На турнире но сыграл в матчах против команд Японии, Италии и Эквадора.
Лаинес был включён в состав сборной Мексики на Золотой кубок КОНКАКАФ 2023 на замену получившему травму Себастьяну Кордове.

## Достижения
Командные
 «Америка»
- Чемпион Мексики: апертура 2018

 «Реал Бетис»
- Обладатель Кубка Испании: 2021/22

 «УАНЛ Тигрес»
- Чемпион Мексики: клаусура 2023

 олимпийская сборная Мексики
- Бронзовый призёр Олимпийских игр: 2020

 сборная Мексики
- Обладатель Золотого кубка КОНКАКАФ: 2023

Личные
- Член символической сборной молодёжного чемпионата КОНКАКАФ: 2018
- Член символической сборной финала четырёх Лиги наций КОНКАКАФ: 2021